# Devina Hermawan
 (janvier 2025).
Devina Hermawan, née le 11 novembre 1993 à Bandung, est une écrivaine, professeure de cuisine et chef indonésienne.

## Biographie
La cuisine était une des premières passions d'Hermawan. Avec les encouragements de sa mère, elle a exploré la cuisine internationale, le goût et le style de cuisine.
Purement par autoformation à travers les livres de cuisine et YouTube dans le domaine culinaire, Devina a opté pour la gestion d'entreprise lors de ses études à l'institut technologique de Bandung, Indonésie,.
En tant que chef personnel, elle a présenté ses plats à plusieurs personnalités indonésiennes, dont Susilo Bambang Yudhoyono, le sixième président de l'Indonésie, et Ridwan Kamil. Avant ses jours d'être une mère, Devina était un modèle de piste pour les designers.

## Ambassadeur de la marque
- Tefal (2021-présent)[5]
- Quaker (2021-présent)[6]
- Anchor (2021-présent)[7]
- BOLA Deli (2021-présent)[5]
- Winn Gas (2022-présent)[8]